# 14589 Stevenbyrnes
14589 Stevenbyrnes è un asteroide della fascia principale. Scoperto nel 1998, presenta un'orbita caratterizzata da un semiasse maggiore pari a 2,4401500 UA e da un'eccentricità di 0,1903070, inclinata di 5,43949° rispetto all'eclittica.
L'asteroide è dedicato allo statunitense Steven J.F. Byrnes, finalista all'Intel Science Talent Search del 2003.